# ذراع آل أحمد

تعديل مصدري - تعديل

ذراع آل أحمد هي إحدى قرى عزلة سباح بمديرية سباح التابعة لمحافظة أبين، بلغ تعداد سكانها 356 نسمة حسب تعداد اليمن لعام 2004.